# Victorine Meurent

Édouard Manet: Portret van Victorine Meurent (1862)

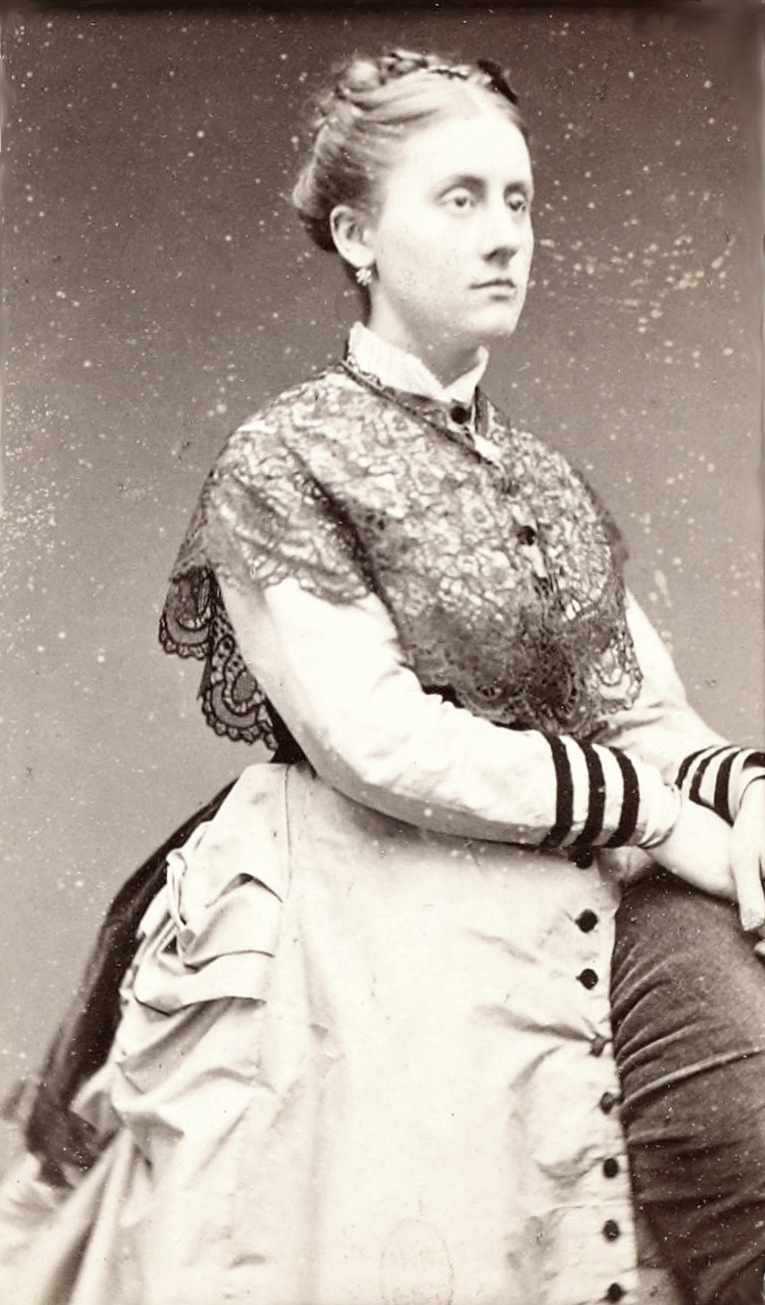
Victorine Meurent, c. 1865

Victorine Louise Meurent (Parijs, 18 februari 1844 –Colombes, 17 maart 1927) was een Frans kunstschilder

## Biografie

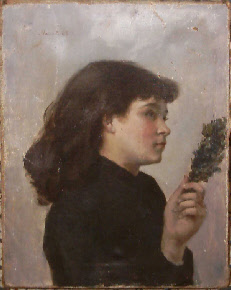
Victorine Meurent: Palmzondag (ca. 1880)

Meurent begon in 1861 te werken als schildersmodel in het atelier van Thomas Couture. Toen zij 18 jaar was, leerde ze Édouard Manet kennen. Ze poseerde voor zijn schilderij De straatzangeres (circa 1862) en zou daarna voor diverse werken van Manet poseren, waaronder de belangrijke schilderijen Olympia (1863) en Le déjeuner sur l'herbe (1862-63). In deze periode was zij ook model voor Edgar Degas en Alfred Stevens. Het laatste schilderij van Manet waarvoor zij poseerde was De spoorweg uit 1873.
In de jaren 1870 nam zij zelf schilderlessen. Zij exposeerde zes keer op de Salon. Er zijn maar een paar werken van haar overgebleven. Twee ervan bevinden zich in het Musée d'Art et d'Histoire van Colombes: Palmzondag en Le Briquet. In 2021 kon het Museum of Fine Arts van Boston een zelfportret van haar verwerven. 
Daarnaast bleef ze werken als model, onder andere voor Norbert Goeneutte en Henri de Toulouse-Lautrec.
In 1906 vertrok Meurent uit Parijs om in de voorstad Colombes te gaan wonen. Ze woonde samen met een vrouw, Marie Dufour. Meurent stierf er in 1927.

## Meurent op schilderijen van Manet

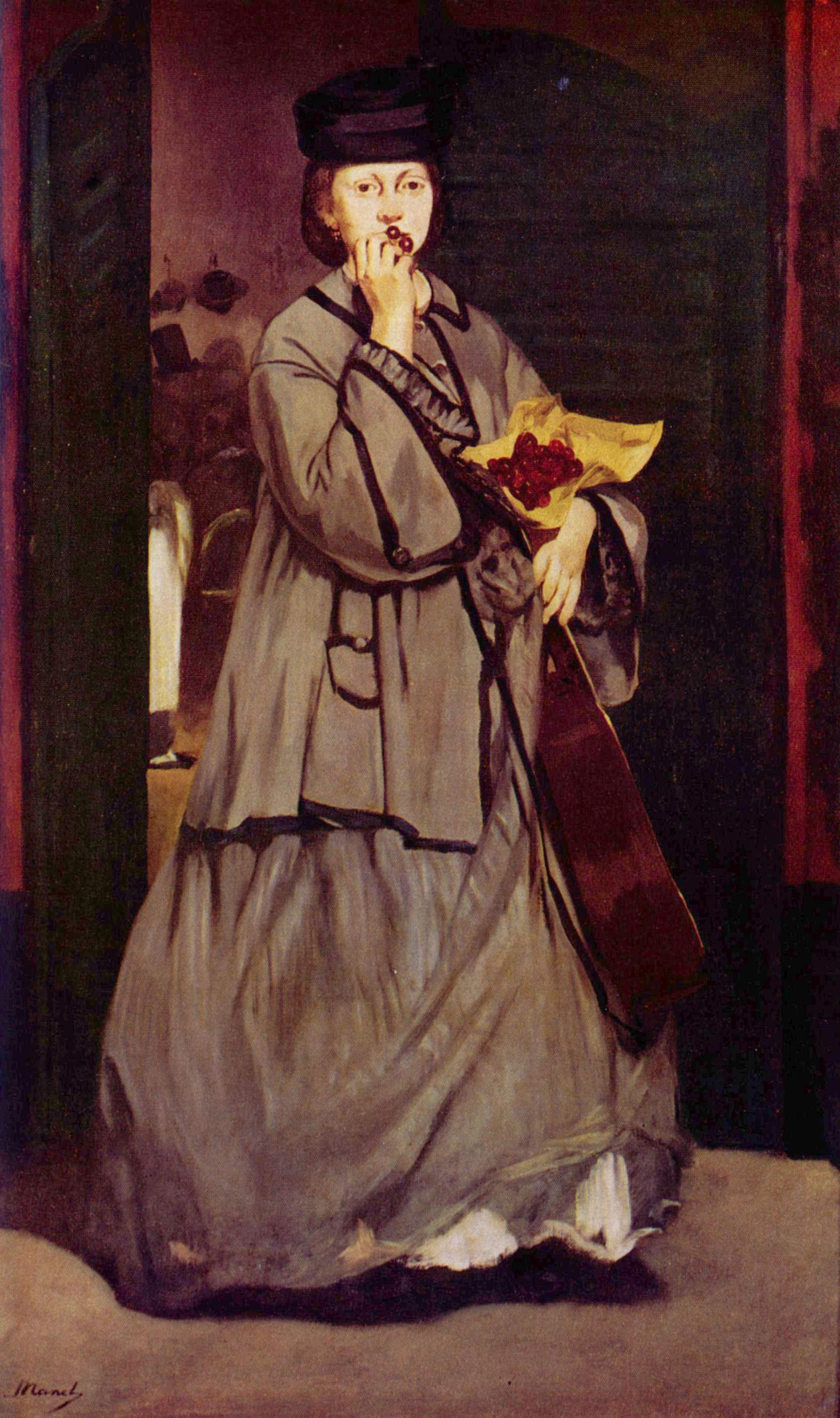
De straatzangeres (1862)
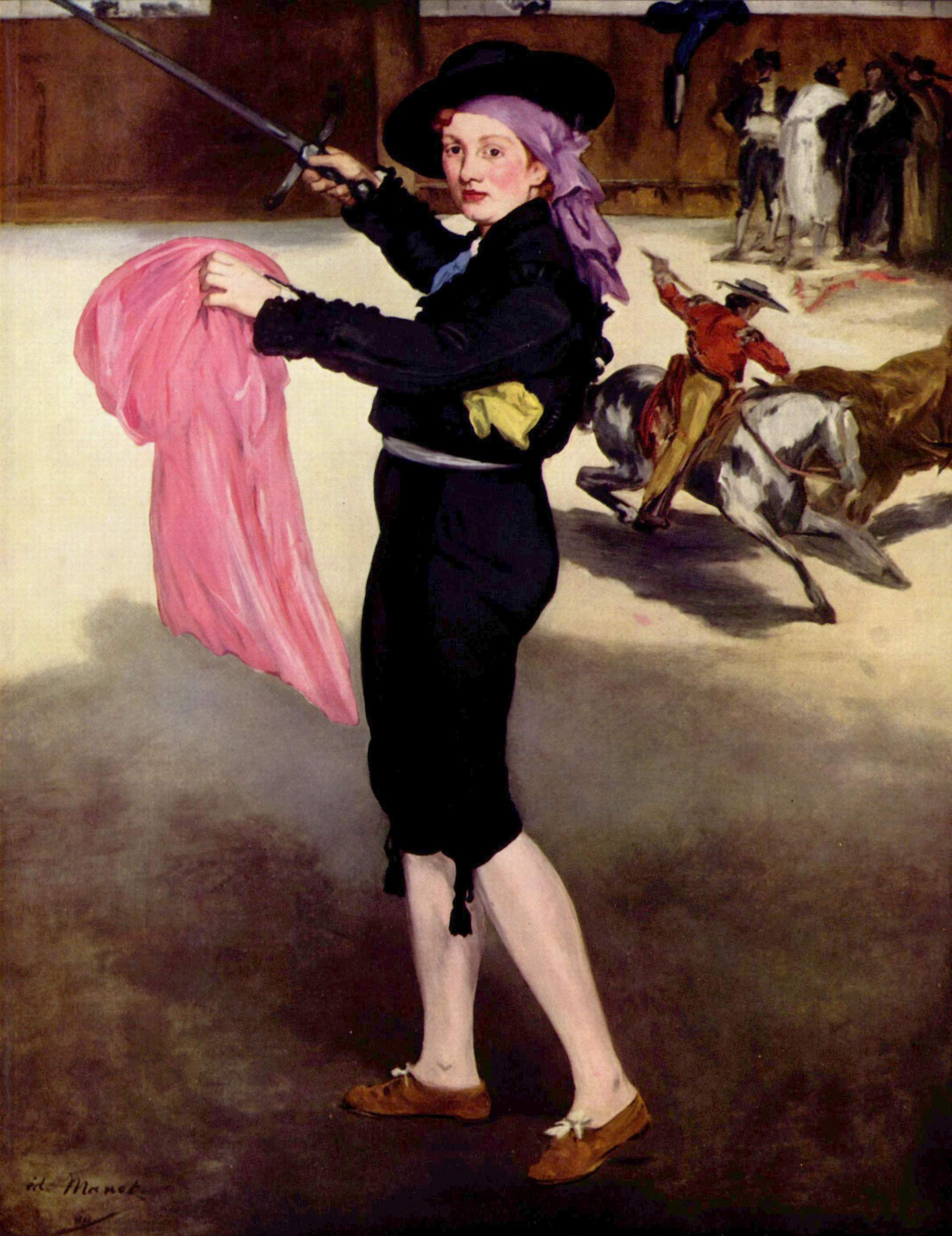
Victorine Meurent in het kostuum van een espada (1862)
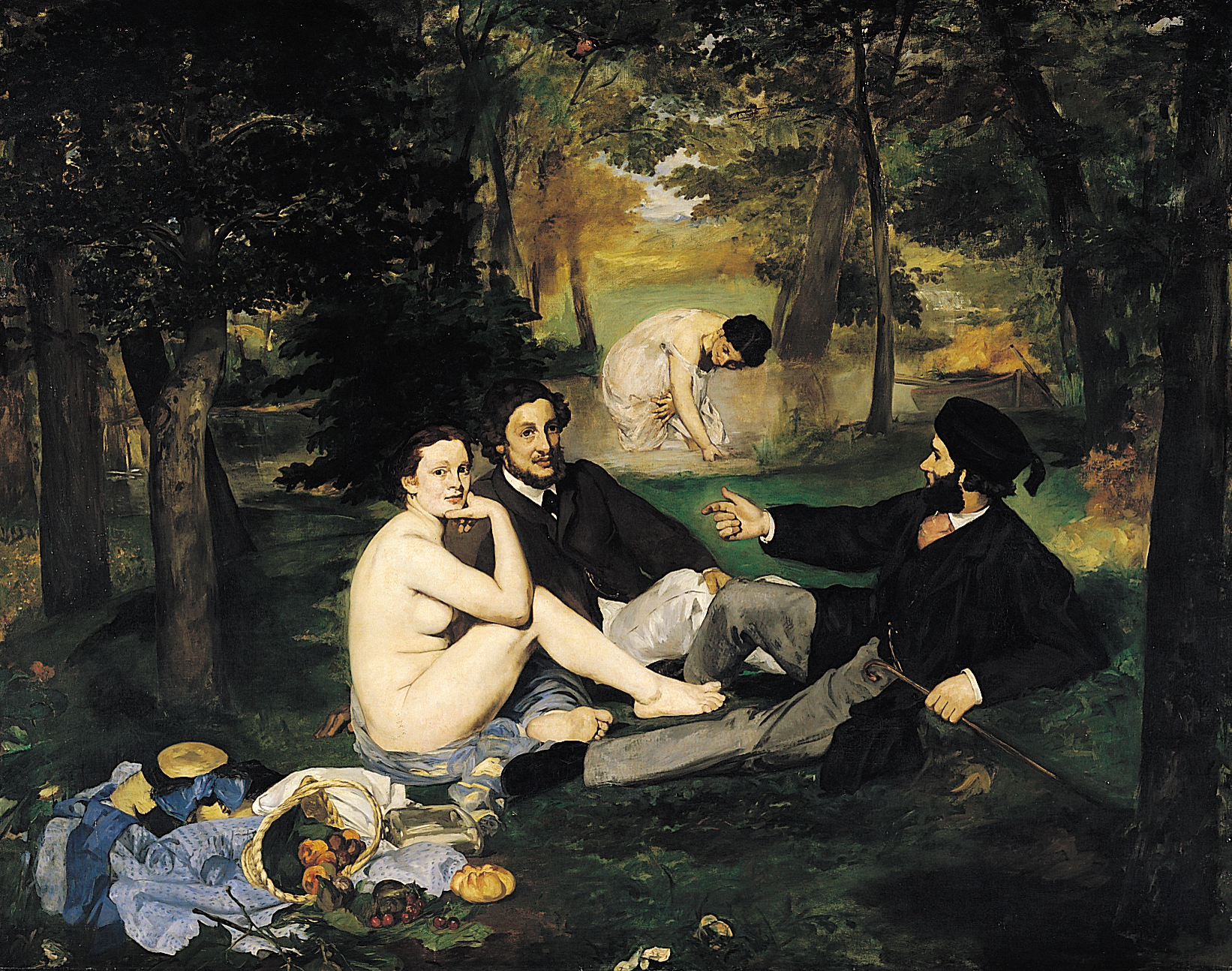
Le déjeuner sur l'herbe (1862-1863)
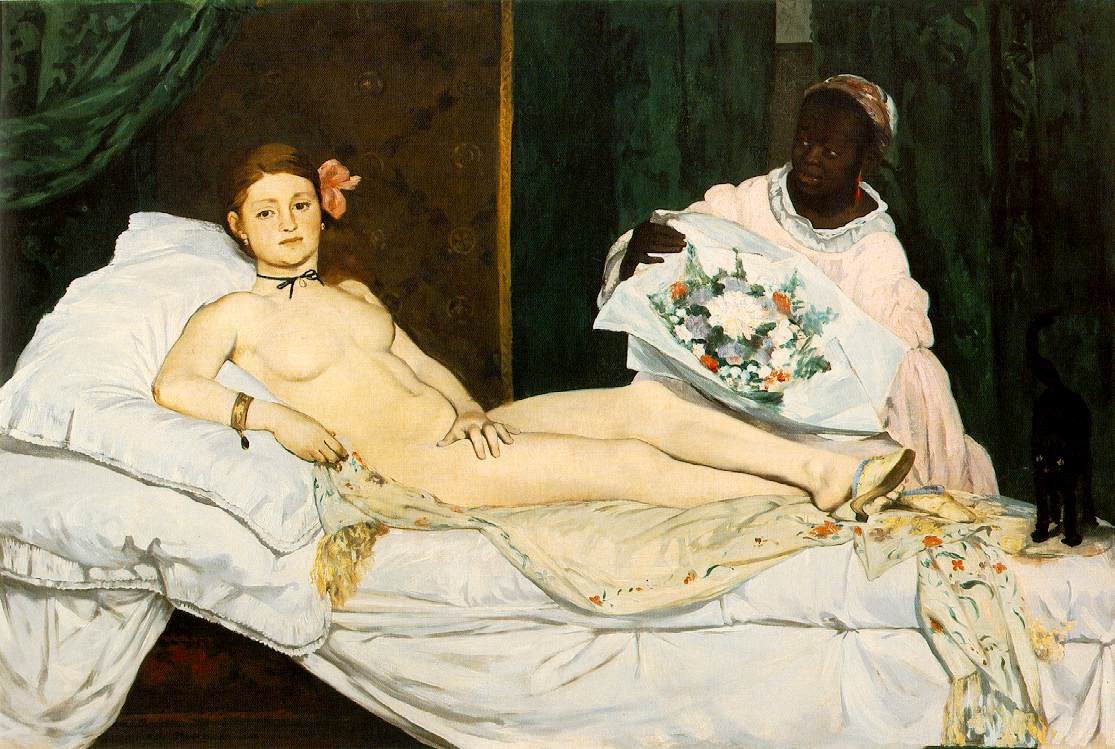
Olympia (1863)
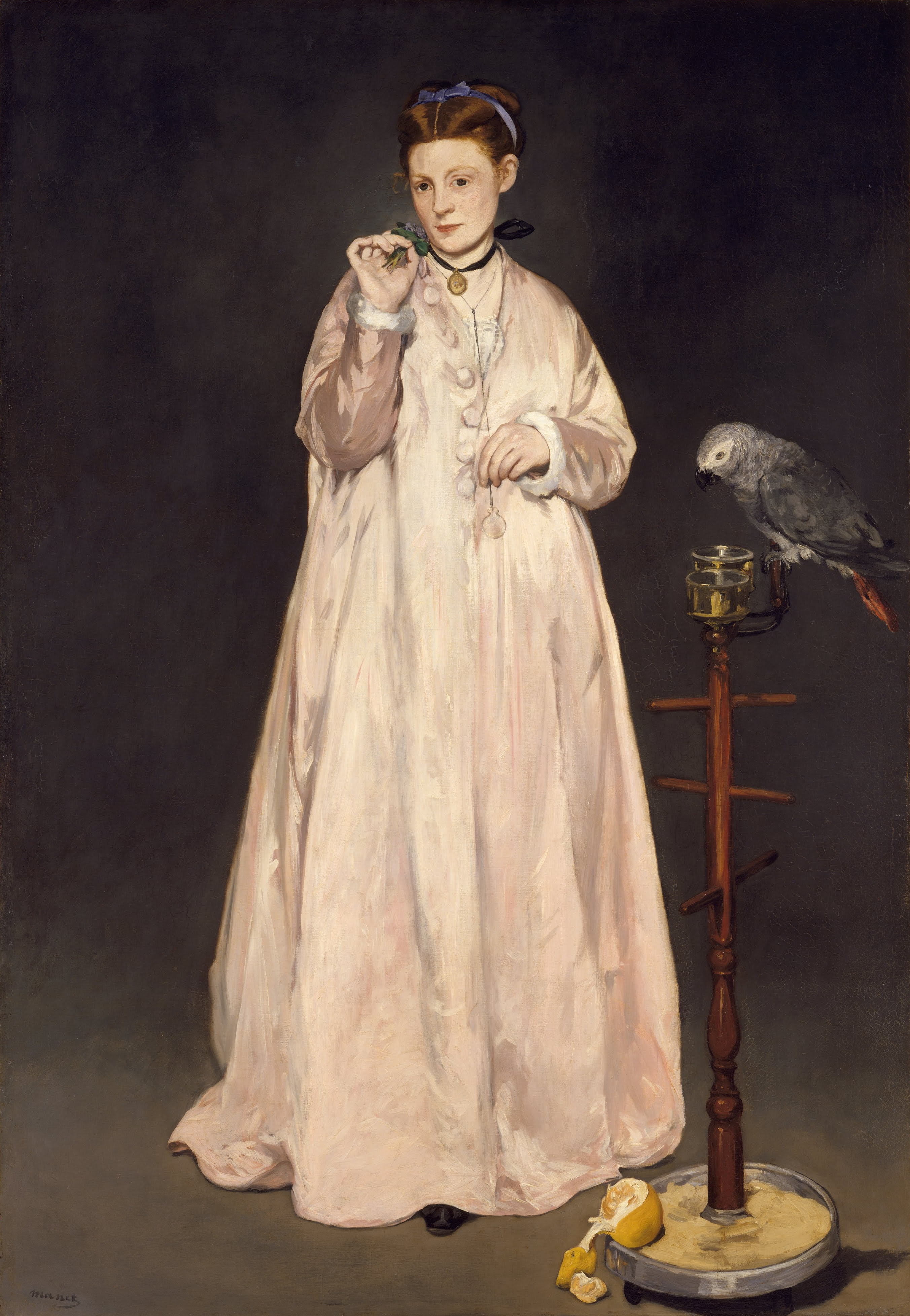
Vrouw met papegaai (1866)
De spoorweg (1873)

- Bibsys: 32575
- Gemeinsame Normdatei: 11914056X
- International Standard Name Identifier: 0000 0000 5806 7276
- Library of Congress Control Number: n92028356
- Nationale Bibliotheek van Tsjechië: js20060721005
- Nationale Bibliotheek van Israël: 987007366985405171
- Nederlandse Thesaurus van Auteursnamen: 122941195
- Réseau des bibliothèques de Suisse occidentale: 02-A010116732
- SNAC: w6vd8j5m
- Union List of Artist Names: 500349698
- Virtual International Authority File: 312149066635665602558